# San Martín de Unx
Pour les articles homonymes, voir San Martín.
San Martín de Unx (en basque San Martin Unx ou Donamartiri Untz) est une ville et une commune de la communauté forale de Navarre (Espagne).
Elle est située dans la zone non bascophone de la province, dans la mérindade d'Olite et à 45 km de sa capitale, Pampelune. Le castillan est la seule langue officielle alors que le basque n’a pas de statut officiel. Le secrétaire de mairie est aussi celui d'Ujué.

## Démographie
| Évolution démographique                                           | Évolution démographique | Évolution démographique | Évolution démographique | Évolution démographique | Évolution démographique | Évolution démographique | Évolution démographique | Évolution démographique | Évolution démographique | Évolution démographique |
| 1996                                                              | 1998                    | 1999                    | 2000                    | 2001                    | 2002                    | 2003                    | 2004                    | 2005                    | 2006                    | 2007                    |
| ----------------------------------------------------------------- | ----------------------- | ----------------------- | ----------------------- | ----------------------- | ----------------------- | ----------------------- | ----------------------- | ----------------------- | ----------------------- | ----------------------- |
| 494                                                               | 486                     | 483                     | 471                     | 458                     | 452                     | 440                     | 436                     | 438                     | 447                     | 452                     |
| Sources: San Martín de Unx et instituto de estadística de navarra |                         |                         |                         |                         |                         |                         |                         |                         |                         |                         |

### Sources
- (es) Cet article est partiellement ou en totalité issu de l’article de Wikipédia en espagnol intitulé « San Martín de Unx » (voir la liste des auteurs).